# Soechindol
Soechindol (Bulgaars: Сухиндол) is een klein stadje in de oblast Veliko Tarnovo in Bulgarije. De stad is de hoofdplaats van de gelijknamige gemeente Soechindol. Op 31 december 2018 telt de stad Soechindol 1623 inwoners, waarvan 792 mannen en 831 vrouwen.

## Geografie
Het stadje Soechindol heeft een totale landoppervlakte van 66 km², terwijl de gemeente Soechindol een oppervlakte van zo’n 157 km² heeft. Het is qua oppervlakte de kleinste gemeente van Veliko Tarnovo.

#### Reliëf
Het reliëf van de gemeente is overwegend heuvelachtig. Het hele grondgebied valt binnen de Predbalkan.  In het westelijke deel van de gemeente bevindt zich het hoogste punt, namelijk de Koeklitsa-piek, op 525 meter hoogte.

#### Ligging
Soechindol bevindt zich tussen vrij grote Bulgaarse steden. De stad Pavlikeni ligt bijvoorbeeld 14 km ten oosten van Soechindol, Veliko Tarnovo ligt ongeveer 50 km ten zuidoosten, de stad Levski ligt 24 km ten noordoosten, Sevlievo ligt op zo'n 35 km ten zuidwesten van Soechindol en iets ten noorden, ongeveer 62 km van Soechindol, ligt Svisjtov.

## Bevolking
Op 31 december 2019 telde het stadje Soechindol 1.595 inwoners, terwijl de gelijknamige gemeente Soechindol, inclusief de vijf nabijgelegen dorpen, een bevolkingsaantal van 2.200 had. Soechindol en omgeving heeft te kampen met een dramatische bevolkingsafname, vooral op het platteland. Tussen 1946 en 2019 verminderde het aantal inwoners in de stad Soechindol van 4.725 naar 1.595 (-66%), terwijl de plattelandsbevolking van 5.632 naar 605 inwoners kromp (-89%). 
| Jaar                | 1934  | 1946   | 1956  | 1965  | 1975  | 1985  | 1992  | 2001  | 2011  | 2019  |
| stad Soechindol     | 4.789 | 4.725  | 4.125 | 3.693 | 3.437 | 2.745 | 2.601 | 2.515 | 1.810 | 1.595 |
| gemeente Soechindol | 9.126 | 10.357 | 7.876 | 6.500 | 5.470 | 4.249 | 3.912 | 3.629 | 2.542 | 2.200 |

#### Bevolkingssamenstelling
Volgens de meest recente volkstelling in 2011 identificeerden 1.791 inwoners zich als etnische Bulgaren (73,6%). De Bulgaarse Turken vormen de grootste minderheid met 448 personen (ofwel 18,4%). Een klein aantal, 77 personen in totaal, gaven aan etnisch Romani te zijn (3,2%). De rest van de bevolking heeft niet gereageerd of behoort tot kleinere etnische groeperingen.

#### Religie
Zo’n 2.373 van de 2.542 inwoners hadden gereageerd op de optionele volkstelling van 2011. Hiervan hebben er 1.219 aangegeven lid te zijn de van de Bulgaars-Orthodoxe Kerk (51,4%), 218 inwoners zijn islamitisch (9,2%), 210 inwoners zijn ongodsdienstig (8,8%) en een kleine 10 inwoners zijn katholiek (0,4%). Verder hebben 698 inwoners, zo’n 29,4% van de bevolking, liever geen antwoord willen geven op deze vraag.

## Economie
De ligging in het midden van de Donauvlakte creëert uitstekende omstandigheden voor het verbouwen van wijndruiven. De lokale coöperatie "Gamza" staat bekend voor het produceren van wijnen van de lokale wijnstok onder de naam ‘Gamza’.  Bovendien worden ook de druivensoorten merlot en cabernet sauvignon in Soechindol geproduceerd, evenals een lokale variant genaamd "Dimjat".  De nabijheid van de stad tot een grote dam aan de rivier de Rositsa maakt het mogelijk dat Europese meervallen worden gekweekt. Sommige meervallen bereiken een lengte van meer dan 2 meter, vooral die in de buurt van de dam Aleksandar Stamboliiski worden gekweekt.

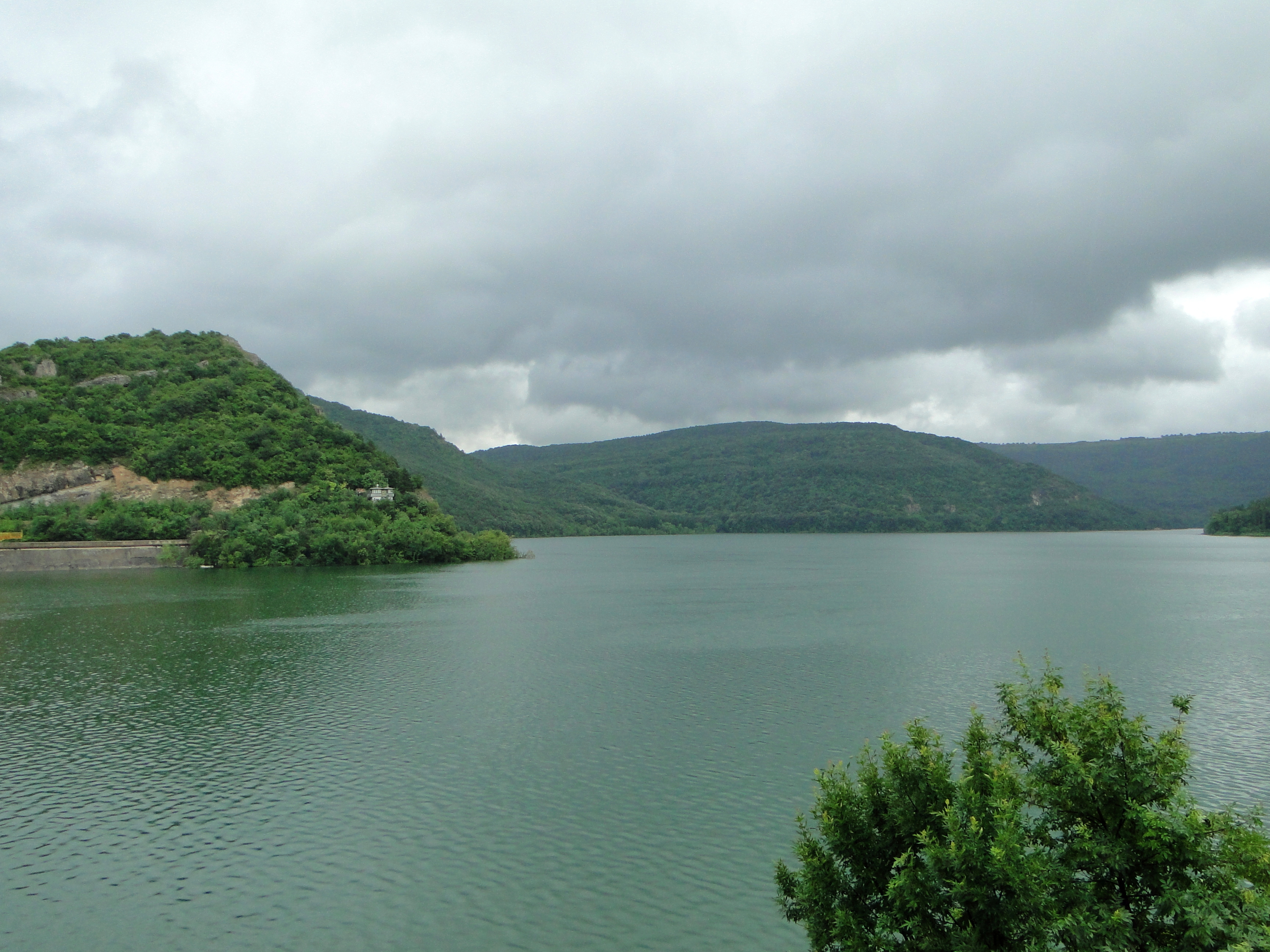
De dam Aleksander Stamboliiski

## Nederzettingen
De gemeente Soechindol bestaat uit de stad Soechindol inclusief vijf nabijgelegen dorpen. 
| Plaatsnaam          | Cyrillisch        | Oppervlakte (km²) | Inwonersaantal (2019) |
| ------------------- | ----------------- | ----------------- | --------------------- |
| Soechindol          | Сухиндол          | 65,798            | 1.595                 |
| Bjala Reka          | Бяла река         | 22,050            | 206                   |
| Gorsko Kaloegerovo  | Горско Калугерово | 15,317            | 69                    |
| Gorsko Kosovo       | Горско Косово     | 22,858            | 146                   |
| Koevtsi             | Коевци            | 22,514            | 109                   |
| Krasno Gradisjte    | Красно градище    | 8,485             | 75                    |
| gemeente Soechindol | община Сухиндол   | 157,022           | 2.200                 |

Bjala Reka · Gorsko Kaloegerovo · Gorsko Kosovo · Koevtsi · Krasno Gradisjte · Soechindol